# Mamirolle
Mamirolle és un municipi francès situat al departament del Doubs i a la regió de Borgonya - Franc Comtat. L'any 2007 tenia 1.640 habitants.

## Demografia

### Població
El 2007 la població de fet de Mamirolle era de 1.640 persones. Hi havia 528 famílies de les quals 116 eren unipersonals (52 homes vivint sols i 64 dones vivint soles), 144 parelles sense fills, 220 parelles amb fills i 48 famílies monoparentals amb fills.
La població ha evolucionat segons el següent gràfic:
Habitants censats

### Habitatges
El 2007 hi havia 557 habitatges, 535 eren l'habitatge principal de la família, 5 eren segones residències i 17 estaven desocupats. 436 eren cases i 120 eren apartaments. Dels 535 habitatges principals, 395 estaven ocupats pels seus propietaris, 132 estaven llogats i ocupats pels llogaters i 8 estaven cedits a títol gratuït; 3 tenien una cambra, 18 en tenien dues, 65 en tenien tres, 110 en tenien quatre i 339 en tenien cinc o més. 462 habitatges disposaven pel capbaix d'una plaça de pàrquing. A 229 habitatges hi havia un automòbil i a 274 n'hi havia dos o més.

### Piràmide de població
La piràmide de població per edats i sexe el 2009 era:
| Homes | Edats   | Dones |
| ----- | ------- | ----- |
| 0     | 95 o +  | 0     |
| 13    | 90 a 94 | 8     |
| 0     | 85 a 89 | 49    |
| 14    | 80 a 84 | 18    |
| 27    | 75 a 79 | 28    |
| 16    | 70 a 74 | 25    |
| 33    | 65 a 69 | 17    |
| 30    | 60 a 64 | 22    |
| 27    | 55 a 59 | 31    |
| 28    | 50 a 54 | 23    |
| 45    | 45 a 49 | 35    |
| 60    | 40 a 44 | 65    |
| 46    | 35 a 39 | 44    |
| 51    | 30 a 34 | 49    |
| 44    | 25 a 29 | 44    |
| 26    | 20 a 24 | 31    |
| 38    | 15 a 19 | 62    |
| 61    | 10 a 14 | 54    |
| 47    | 5 a 9   | 38    |
| 18    | 0 a 4   | 39    |

## Economia
El 2007 la població en edat de treballar era de 1.084 persones, 724 eren actives i 360 eren inactives. De les 724 persones actives 692 estaven ocupades (372 homes i 320 dones) i 32 estaven aturades (16 homes i 16 dones). De les 360 persones inactives 81 estaven jubilades, 215 estaven estudiant i 64 estaven classificades com a «altres inactius».

### Ingressos
El 2009 a Mamirolle hi havia 541 unitats fiscals que integraven 1.448,5 persones, la mediana anual d'ingressos fiscals per persona era de 20.321 €.

### Activitats econòmiques
Dels 64 establiments que hi havia el 2007, 1 era d'una empresa alimentària, 2 d'empreses de fabricació de material elèctric, 8 d'empreses de fabricació d'altres productes industrials, 11 d'empreses de construcció, 14 d'empreses de comerç i reparació d'automòbils, 6 d'empreses de transport, 3 d'empreses d'hostatgeria i restauració, 3 d'empreses financeres, 3 d'empreses immobiliàries, 2 d'empreses de serveis, 8 d'entitats de l'administració pública i 3 d'empreses classificades com a «altres activitats de serveis».
Dels 20 establiments de servei als particulars que hi havia el 2009, 1 era una oficina de correu, 1 funerària, 5 tallers de reparació d'automòbils i de material agrícola, 2 paletes, 2 fusteries, 1 lampisteria, 1 electricista, 1 empresa de construcció, 2 perruqueries, 3 restaurants i 1 saló de bellesa.
Dels 3 establiments comercials que hi havia el 2009, 1 era una gran superfície de material de bricolatge, 1 una botiga de menys de 120 m² i 1 una fleca.
L'any 2000 a Mamirolle hi havia 7 explotacions agrícoles.

## Equipaments sanitaris i escolars
L'únic equipament sanitari que hi havia el 2009 era una farmàcia.
El 2009 hi havia 1 escola maternal i 1 escola elemental.

## Poblacions més properes
El següent diagrama mostra les poblacions més properes.